# Hans Magnus Melin
Hans Magnus Melin, född 14 september 1805 i Östra Vemmerlövs socken, död 17 november 1877 i Lund, var en svensk teolog, universitetslärare och präst. Han var far till Frans Melin.
Melin var son till Johan Ulrik Melin, kvartermästare vid Skånska karabinjärregementet, och Brita Katarina Seeberg, som var kantorsdotter. Fadern skall ha varit sträng och 1811 lämnade modern hemmet och tog med sig de fyra barnen. Melins nya hem blev hos släktingen, köpmansänkan Katarina Malmstedt i Ystad. Tack vare henne fick Melin råd till studier.
Den 9 oktober 1822 inskrevs han som student vid Lunds universitet. Den 15 juni 1827 undergick Melin filologisk examen och den 9 maj 1829 den filosofiska. Vid samma tillfälle som Esaias Tegnér lagerkrönte Adam Oehlenschläger i Lunds domkyrka den 23 juni 1829 mottog Melin som primus själv magisterkransen.
År 1831 påbörjade han teologiska studier och blev 1834 docent i exegetisk teologi. Tre år senare utnämndes Melin till notarie vid teologiska fakulteten. Strax därefter prästvigdes han. Genom ett stort antal föreläsningar i sin serie Föreläsningar öfver Jesu lefverne drog han stora åhörarskaror och föreläsningarna kom sedermera också i tryck.
År 1847 utnämndes Melin till professor i pastoralteologi och senare i exegetisk teologi vid Lunds universitet. År 1861 blev han ledamot av Bibelkommissionen. År 1865 blev han förste teologie professor och var samtidigt domprost i Lund.
Melin författade ett stort antal, för sin samtid, värdefulla teologiska verk. Han utgav också Handlexikon öfver grekiska språket och en översättning av Goethes Faust. År 1866 invaldes han i Svenska akademien, där han efterträdde Johan Börjesson på stol nummer 3. Melin blev samma år ledamot nummer 567 av Kungliga Vetenskapsakademien.
Förutom inhemska utmärkelser fick Melin stor uppmärksamhet även i utlandet. År 1851 invaldes han till exempel i det historiskt teologiska samfundet i Leipzig och 1856 i Det Kongelige Nordiske Oldskriftselskab i Köpenhamn.
Hans Magnus Melin var gift tre gånger: 1845–1856 med Helena Jakobina Hellstenius, 1859–1859 med Anna Helena Bååth och därefter med hennes syster Carolina Bååth. Han är begravd på Östra kyrkogården i Lund.

## Priser och utmärkelser
- 1853 – Svenska Akademiens stora pris
- 1864 – Letterstedtska priset för översättningen av Gamla testamentet
- 1865 – Kungliga priset
- 1865 – Kommendör av Nordstjärneorden